# Hermannia montana
Hermannia montana là một loài thực vật có hoa trong họ Cẩm quỳ. Loài này được N.E. Br. mô tả khoa học đầu tiên.